# Painel Não Governamental Internacional sobre Mudanças Climáticas
O Nongovernmental International Panel on Climate Change (NIPCC, trad. Painel Internacional Não Governamental sobre Mudanças Climáticas) é uma organização negacionista das alterações climáticas fundada por Fred Singer e financiada pelo think tank norte-americano Heartland Institute que tem por objetivo desacreditar as posições do Painel Intergovernamental sobre Alterações Climáticas da ONU sobre as alterações climáticas. 
O Heartland Institute é um think tank neoconservador conhecido por repetidamente procurar desacreditar resultados científicos que possam levar a algum tipo de regulação governamental, como o fez na questão da chuva ácida, o buraco da camada de ozônio, e os problemas de saúde do fumante passivo.
Este grupo discorda do consenso existente de que as mudanças climáticas são causadas por emissões de gases de efeito estufa resultantes das atividades humanas, e busca enfatizar causas alternativas para aquecimento observado que já foram descartadas por este consenso, expresso no Painel Intergovernamental sobre Mudanças Climáticas (IPCC). Não está ligado a governos, mas sim atrelado à corrente ideológica do Heartland Institute. 
A organização define-se como:
| “ | Uma coalizão internacional de cientistas, convocados a fazer uma análise independente das evidências disponíveis sobre as causas e consequências das alterações climáticas divulgadas por seus pares e a examina-las sem seletividade e de forma imparcial. | ” |

## Histórico

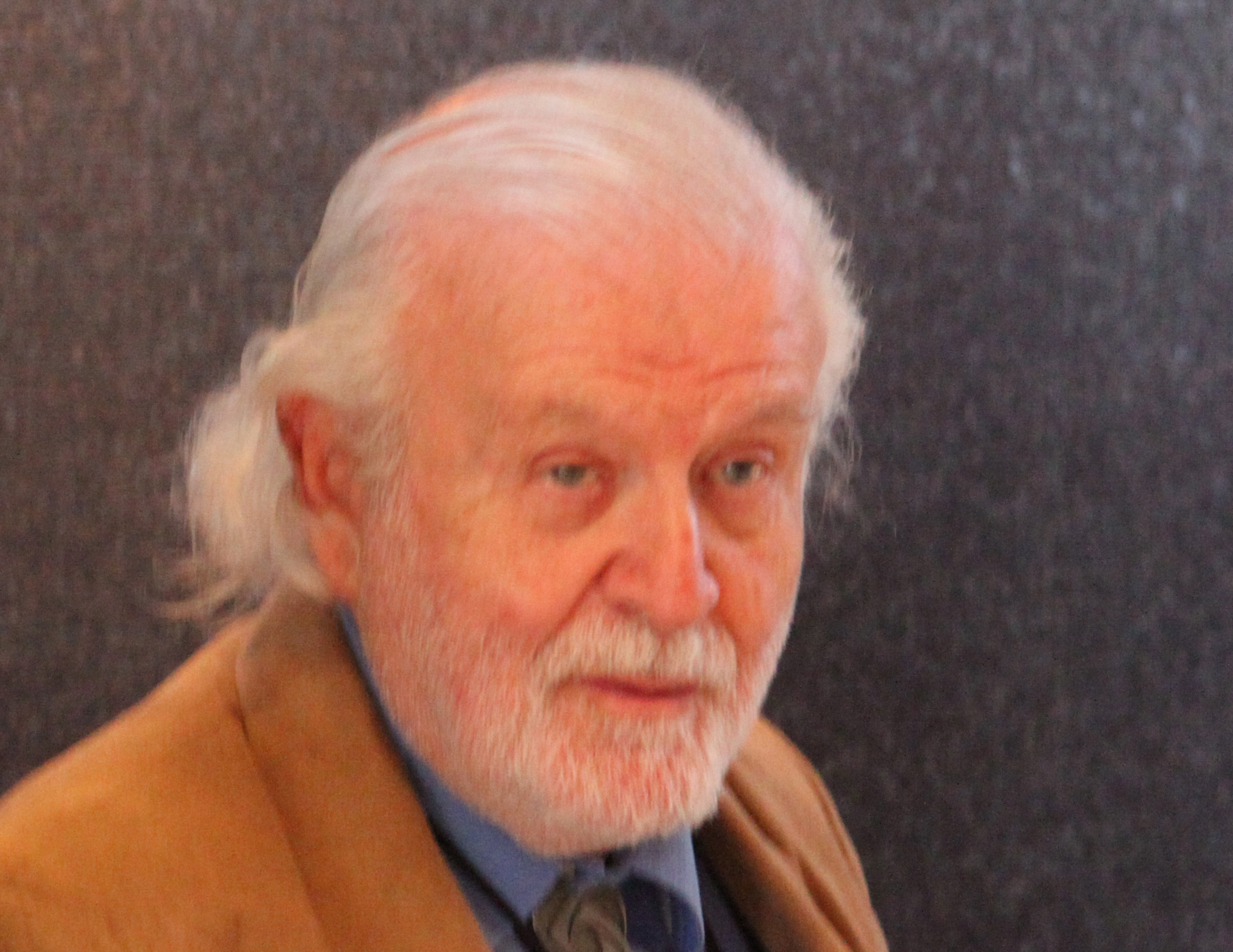
Fred Singer, fundador e principal porta-voz do NIPCC.

As raízes do O NIPCC remontam uma reunião, patrocinada pelo SEPP (Science & Environmental Policy Project), ocorrida em 2003 na cidade de Milão. Em 2007, a entidade organizou um encontro em Viena, para realizar uma análise independente e isenta das evidências sobre as mudanças climáticas. O NIPCC foi criado por iniciativa do físico atmosférico Fred Singer, também criador do SEPP. 
Originalmente chamado de "time B", foi criado para dar uma "segunda opinião" independente sobre os temas abordados pelos rascunhos iniciais do quarto relatório do IPCC. Quando o resumo desse relatório foi enviado para líderes políticos em Fevereiro de 2007, o "time B" reuniu-se novamente, em Viena, e mudou seu nome para NIPCC, começando a trabalhar no que viria a ser este relatório. Cientistas independentes de todo o mundo começaram a compartilhar suas pesquisas e ideias com o Dr. Singer. Alguns desses cientistas pediram para não ser identificados nos relatórios do NIPCC por medo de perder a bolsas de investigação e estarem nas "listas negras" de publicações científicas. Em Abril de 2008, o The Heartland Institute publicou a primeira crítica do Dr. Singer ao quarto relatório de avaliação do IPCC. Essa publicação, intitulada Nature, Not Human Activity, Rules the Climate ("A natureza e não a atividade humana, controla o clima")  lista 24 colaboradores de 14 países e incluiu um prefácio assinado por um dos mais renomados cientistas do mundo, o Dr. Frederick Seitz. Foi subtitulada "Resumo do relatório do painel internacional não-governamental sobre mudança climática para formuladores de políticas."
Com a continuidade dos trabalhos, mais cientistas juntaram-se a equipe de pesquisa e críticas positivas partiram de estudiosos de todo o mundo. Os trabalhos tiveram um grande impulso quando o Dr. Craig Idso, presidente do Center for the Study of Carbon Dioxide and Global Change (centro para o estudo do dióxido de carbono e mudanças globais), comparou os resultados dos estudos de sua entidade com os trabalhos iniciados pelo Dr. Singer. Estes dados estão disponíveis no site da sua organização.
Em Junho de 2009, o primeiro relatório completo do NIPCC foi publicado pelo The Heartland Institute. Foi intitulado Climate Change Reconsidered: The 2009 Report of the Nongovernmental International Panel on Climate Change (NIPCC) ("Mudanças Climáticas Reconsideradas: O Relatório de 2009 do Painel Internacional Não Governamental sobre Mudanças Climáticas").
Este relatório, de 880 páginas, é a crítica mais abrangente das posições do IPCC já publicada. Lista 35 colaboradores e revisores de 14 países e apresenta em anexo os nomes de 31.478 pessoas que assinaram uma petição que afirma: 
"Não foi encontrada nenhuma evidência científica convincente que a ação humana ou que emissões de dióxido de carbono, metano ou outros gases de efeito estufa causam ou causarão, num futuro previsível, um catastrófico aquecimento da atmosfera terrestre e perturbação do clima da Terra".
Este abaixo assinado foi feito pela internet, sem controle de identidade ou autenticidade das qualificações autodeclaradas dos signatários. Ainda assim, apenas 0,1 % deles declaram-se especialistas em ciências atmosféricas. A vasta maioria ou não incluiu qualquer qualificação, ou descreveu sua área de atuação em matérias totalmente dissociadas da climatologia.
Atualmente o NIPCC prossegue seus trabalhos, com seus integrantes regularmente revisando a literatura científica. Continua a produzir relatórios de análise para ajudar a informar líderes políticos e público em geral sobre os reais, e irreais, impactos provocados pelo esperado aumento nos níveis dióxido de carbono atmosférico na biosfera.

## Argumentos do NIPCC contrapostos à ciência existente
Abaixo seguem algumas das afirmações presentes no relatório do NIPCC e os estudos que já refutaram tais argumentos: 
- O clima da Terra é largamente dependente da variação solar: Isso é verdade, embora não tenha relação com o aquecimento antrópico ocorrido nas últimas décadas. Desde meados do século XX, a Irradiância Solar Total apresenta leve tendência de queda, não sendo, assim, responsável por nenhuma elevação de temperatura neste período.
- O sol pode ter contribuído com 66% do aquecimento observado no século XX: Em primeiro lugar, esta afirmação não é embasada por referências no relatório do NIPCC, tornando-se afirmação vazia e temerária, especialmente considerando-se a pretensão de aspecto científico do documento. Além disso, diversos estudos de atribuição de causa limitam a contribuição do sol ao aquecimento do século XX à sua primeira metade, e mesmo assim, em proporções menores que 50% no século XX, e "desprezíveis" na segunda metade do século. 
- A sensibilidade climática calculada por modelos no relatório do IPCC é exagerada: A sensibilidade climática calculada por modelos computadorizados é similar à conseguida por dados empíricos. Ambas convergem para a faixa de 1,5 a 4,5 ºC de aquecimento para o dobro da concentração de CO2. É esta a faixa divulgada pelo IPCC.
- O IPCC não leva em consideração a relação observada entre raios cósmicos e a formação de nuvens baixas: Simplesmente falso. O IPCC analisou a literatura científica referente a esta hipótese, e a descartou pois ela não sobreviveu a análises posteriores.
- Os cálculos sobre o aumento nos níveis de CO2 não levam em conta a realimentação térmica (feedback) que ocorre naturalmente na atmosfera: Falso. O relatório do IPCC aborda os feedbacks extensamente.
- Não existem provas que o CO2 causaria aumento da temperatura global nem que isso levaria à extinção de plantas e animais: A ciência que associa os gases estufa à retenção de calor é incontroversa e amadurecida desde que foi estudada pela primeira vez no século XIX, destacando-se a Lei de Beer-Lambert e o primeiro estudo quantitativo de sensibilidade climática feito por Svante Arrhenius, em 1896. Mudanças climáticas de grande porte ou bruscas também estão associadas aos grandes eventos de extinção em massa da história terrestre, como o Máximo Térmico do Paleoceno-Eoceno ou a Extinção do Permiano-Triássico. 
- Os efeitos positivos que um aumento de CO2 podem trazer para a agricultura, silvicultura, etc, foram omitidos do relatório do IPCC: Falso. O IPCC considera estes efeitos. O que ocorre é que os efeitos negativos são muito mais frequentes e intensos.

## Principais argumentos do relatório de 2009
No estudo publicado em 2009 o NIPCC aponta graves erros no quarto relatório do IPCC. 
O estudo salientou os seguintes pontos:
- 1 - Os atuais modelos climáticos são incapazes de prever, de forma confiável, quais efeitos uma crescente concentração de dióxido de carbono (CO2) teria na atmosfera.
- 2 - Os cálculos sobre o aumento nos níveis de CO2 não levam em conta a realimentação térmica (feedback) que ocorre naturalmente na atmosfera.
- 3 - Dados meteorológicos reais não confirmam a suposição do IPCC sobre a existência das chamadas "tendências climáticas".
- 4 - Os efeitos positivos que um aumento de CO2 podem trazer para a agricultura, silvicultura, etc, foram omitidos do relatório do IPCC.
- 5 - Não existem provas que o CO2 causaria aumento da temperatura global nem que isso levaria à extinção de plantas e animais.
- 6 - Faltam provas de que um nível maior de CO2 causaria um aumento na incidência de doenças e mortes nos climas extremos.

## Relatórios

### 2008
Em Março de 2008, foi divulgado um resumo do relatório, cujo objetivo é examinar de forma isenta a literatura científica e avaliar as causas das alterações climáticas. Em Abril de 2008 o relatório não estava disponível. Em seu resumo, o relatório continha críticas em relação ao IPCC. Na introdução, os autores afirmam que outro motivo para os relatórios do IPCC não serem confiáveis é a crença ingênua dos líderes políticos de que artigos em publicações científicas teriam autoridade. 
Os capítulos do relatório tem os seguintes títulos: 
- 1 - Quanto do atual aquecimento global é causado pelo ser humano?
- 2 - O aquecimento é causado por causas naturais.
- 3 - Os modelos climáticos não são confiáveis.
- 4 - O nível dos oceanos, provavelmente, não mudará.
- 5 - Gases de efeito estufa aquecem o oceano?
- 6 - O que sabemos sobre o dióxido de carbono na atmosfera?
- 7 - O efeito das emissões humanas de dióxido de carbono é benigno.
- 8 - Um aquecimento moderado teria efeitos econômicos positivos.

O painel continua as anteriores organizações de Fred Singer. O físico polonês Zbigniew Jaworowski foi um dos autores do relatório de 2008.

### 2009
Em Maio de 2009, a versão final do relatório, que tem o título Climate Change Reconsidered: The 2009 Report of the Nongovernmental International Panel on Climate Change (NIPCC) ("reconsiderando as mudanças climáticas: O relatório de 2009 do Painel Não Governamental sobre Mudanças Climáticas")  foi postada na internet. 
O relatório é composto por 9 seções: 
- 1 - Modelos climáticos globais e suas limitações.
- 2 - Fatores de feedback e o impacto da radiação.
- 3 - Observações: medições de temperatura.
- 4 - Observações: geleiras, gelo, precipitação, nível do mar.
- 5 - Variabilidade solar e ciclos climáticos.
- 6 - Observações: climas extremos.
- 7 - Efeitos biológicos do aumento na concentração de dióxido de carbono.
- 8 - Extinção de espécies.
- 9 - Impacto sobre a saúde humana.

O capítulo 1.1 ("modelos e previsões") contém comentários baseados em entrevistas do jornalista canadense Lawrence Solomon com Zbigniewem Jaworowskim, Freemanem Dysonem, Richard Lindzen, Hendrik Tennekes, Richard Tol e Antonino Zichichi.

## Controvérsias
Fred Singer, especificamente, foi acusado desacreditar a ciência em nome de interesses econômicos. 
A imprensa divulgou detalhes do orçamento de 2012 do The Heartland Institute, onde  observa-se: "atualmente financiamos o NIPCC para minar o relatório oficial do IPCC das Nações Unidas. Pagamos 388.000 dólares a uma equipe de autores para trabalhar numa série de publicações".
O climatologista brasileiro, Ricardo Augusto Felício, afirma que grandes interesses econômicos e geopolíticos escondem-se por detrás da atual celeuma sobre as mudanças climáticas. Segundo ele, a exploração de questões como o aquecimento global, é uma estratégia para impedir o desenvolvimento das nações pobres, sob pretexto de defesa do meio ambiente, garantindo a continuidade do predomínio econômico dos países ricos.
Singer preparou uma crítica ao Quarto Relatório de Avaliação do Painel Intergovernamental sobre Mudanças Climáticas chamado de Nature, Not Human Activity, Rules the Climate ("A natureza e não a atividade humana, controla o clima"). Este relatório do NIPCC foi publicado em Março de 2008 pelo The Heartland Institute. Neste mesmo mesmo mês, cientistas anônimos da NASA, Universidade Stanford e Universidade de Princeton declararam para a rede ABC que este relatório deveria ser considerado como um "nonsense fabricado". Numa carta de protesto para a ABC News, Singer afirmou que esta crítica utilizou "linguagem preconceituosa, fatos distorcidos, insinuações caluniosas e ofensas anônimas".  Singer também alega que tais cientistas anônimos, "são facilmente identificados como notórios defensores fanáticos da hipótese do aquecimento global antropogênico, como:  Michael Oppenheimer, Stephen Schneider e James Hansen". 
Entretanto, Singer define-se como "cético" e não "negador" da mudança climática global. Em artigo no American Thinker, ele queixa-se  sobre os argumentos incorretos utilizados pelos "negadores", dizendo que: "os negadores dão a nós [céticos] um mau renome".
Em Dezembro de 2009, após a divulgação de milhares de e-mails do Climatic Research Unit da Universidade de East Anglia (Inglaterra), um escândalo de fraude científica veio à tona ficando conhecido como "Climategate".  

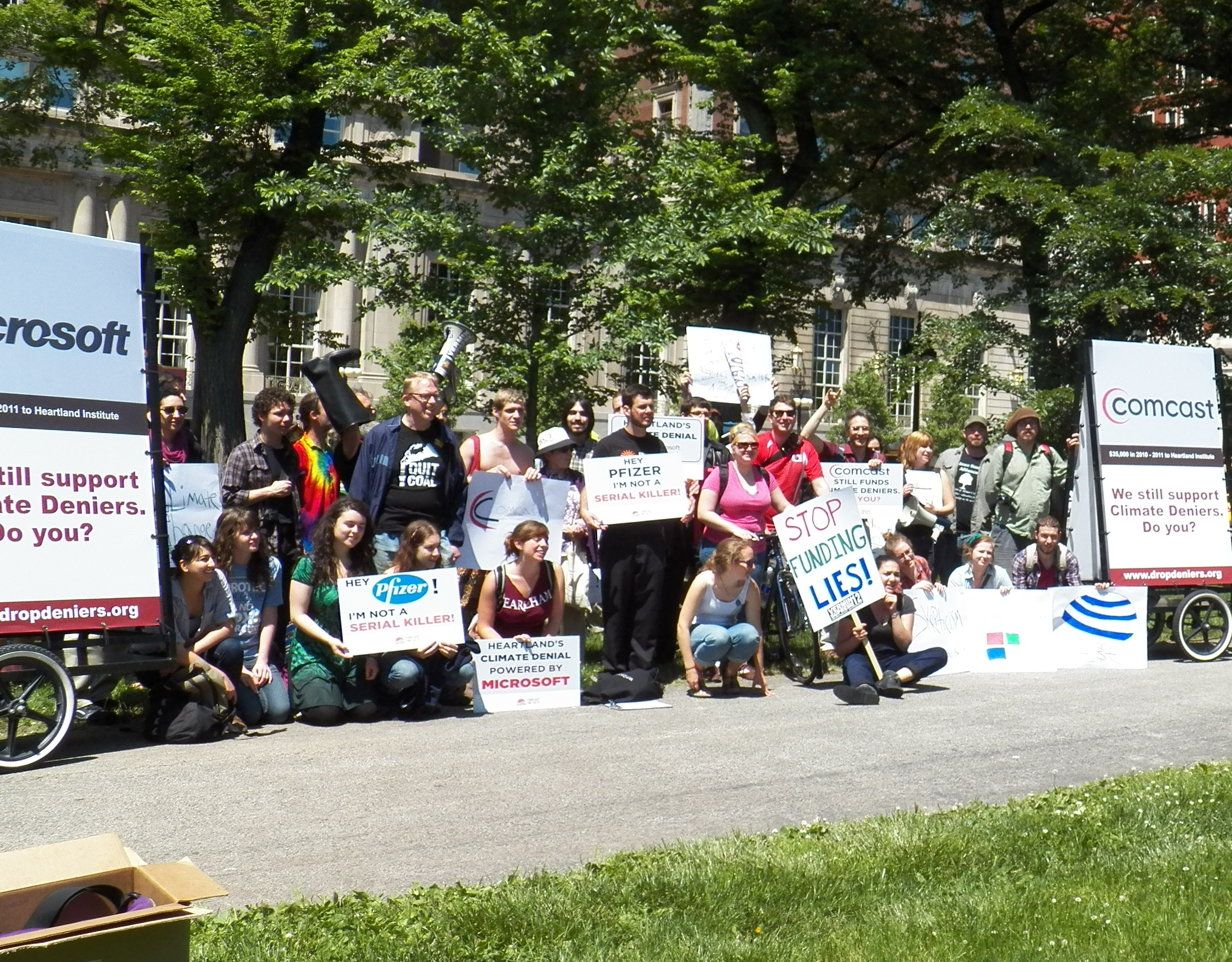
Protesto contra a 7ª conferência internacional sobre mudanças climáticas promovida pelo The Heartland Institute.

Singer escreveu um artigo para a Reuters na qual declara que os cientistas fizeram mau uso da revisão por pares, pressionado editores para impedir a publicação de opiniões científicas alternativas e difamado oponentes. Disse que os e-mails que vazaram mostram que os "dados sobre temperatura da superfície terrestre usados pelo IPCC são baseados em dados brutalmente distorcidos e algoritmos que eles não irão compartilhar com a comunidade científica". Argumentou que o incidente expôs um processo falho, e que as tendências de temperatura estavam indo para baixo, mesmo com os gases de efeito estufa, como o CO2, aumentando na atmosfera. Ele escreveu: "essa correlação negativa contradiz os resultados dos modelos dos quais o IPCC depende e indica que o aquecimento global antropogênico (AGA) é muito pequeno", concluindo "e agora, depois de tudo, verifica-se que o aquecimento global pode ter sido mesmo "feito pelo homem". O Science and Technology Select Committee da Câmara dos Comuns do Reino Unido, publicou um relatório que, em parte, inocenta os cientistas.
Na cidade de Chicago a 21 de Maio de 2012, o Heartland Institute realizou sua 7ª conferência internacional sobre mudanças climáticas. O tema das discussões foi Real Science, Real Choices ("ciência real, escolhas reais") abordando as causas e consequências do aquecimento global. Este evento, que reuniu centenas de cientistas, jornalistas, especialistas em política e outros, foi marcado por um protesto no qual os manifestantes exibiram cartazes com nomes de empresas que contribuem para o instituto. O The Heartland Institute definiu este protesto como "uma tentativa de sufocar a liberdade acadêmica e a liberdade de expressão".